# Мифология коми
Мифоло́гия ко́ми (коми Коми мифология) — комплекс мифологических представлений, общий для трёх народов коми — зырян, пермяков и язьвинцев. Часть более общей финно-угорской мифологии.
К настоящему времени мифология коми была в значительной мере утрачена в процессе христианизации. Древнейший источник — «Житие Стефана Пермского» (XV век) — повествует о многобожии у коми (боги воды, воздуха, охоты, многочисленные божества леса), о поклонении животным, деревьям (ср. «прокудливую берёзу», из которой изгнал бесов Стефан Пермский, и берёзу как мировое дерево в других финно-угорских традициях; ольху (ловпу) как вместилище душ (лов), огню, солнцу, воде и идолам («Золотая баба»), ср. золото как атрибут обско-угорских и других мифологических персонажей).

## Космогонические мифы
Верховное божество коми, сведения о котором сохранил фольклор, - Ен, демиург; в дуалистических мифах зырян ему противостоит Омӧль (рус. Плохой), у пермяков — Куль. Согласно одному из космогонических мифов, Ен и Омэль вылупились из двух яиц, снесённых уткой в первичном океане, куда упали ещё 4 яйца. Мать просит детей достать яйца и разбить их о её тело; сама она поднимается в воздух и, бросаясь вниз, разбивается о воду. Когда Ен ныряет за яйцами, Омэль покрывает океан льдом, но Ен разбивает лёд громом и молнией. Ен творит землю из яйца на теле матери; из другого яйца он делает себе помощников. Омэль создаёт луну и злых духов из двух других яиц. По другим вариантам мифа, Ен и Омэль плавали по мировому океану в образах лебедя и гагары (или летали как два голубя и т. п.). Лебедь сильнее гагары — он повергает её в ужас громовыми раскатами своего голоса. Гагара по приказу Ена приносит земли со дна, и они создают сушу. Она достаётся Ену, и Омэль просит для себя места, достаточного лишь для того, чтобы воткнуть кол в землю. Из отверстия в земле он выпускает злых духов, гадов, вредных животных. Ен творит небо, звёзды, солнце, леса, реки и т. п. Тогда Омэль строит себе второе небо, Ен — третье и т. д. до семи небес, которые имеют цвета радуги. Однако Ен громом низвергает Омэля и злых духов на землю, где те рассеиваются по лесам, болотам, рекам (ср. миф о падших ангелах в христианской традиции). По просьбе Омэля Ен разделил земные богатства между людьми и духами — лешими (ворса), водяными (васа) и т. п. Интересен вариант космогонического мифа, представляющий Ена и Омэля в виде лягушек в болоте, причём Ен — слеп и глуп, Омэль — зряч и хитёр. Из крови Омэля возникают животные и женщина, ставшая его женой (ср. некоторые богомильские легенды, где инициатива творения принадлежит дьяволу). После неудачной попытки похитить жену Ен решил отгородиться от Омэля и создал небо, где поселился со своими голубями. Голубей погубили вороны Омэля, лишь один вернулся с тиной в клюве, и когда ворон попытался вырвать тину, Ен придушил его. Из тины возникла земля; вода, пролившаяся из глотки ворона, стала морями и океанами. Омэль пробирается на небо, но Ен скидывает его вниз, оставляя женщину себе; та родила ему близнецов — богов Войпеля (бог северного ветра, букв. «северное ухо») и Йому (образ которой снижен в фольклоре до роли злой волшебницы, Бабы-Яги). Омэль сбросил семью Ена вниз на землю, и все народы произошли от Войпеля и Ёмы.

## Антропогонические мифы
В мифах о создании людей очевидно влияние христианства: Ен лепит из глины мужчину (Адама), Омэль — женщину; Ен наделяет людей душой и удаляется на небо. Жена Адама по наущению Омэля убивает 12 своих дочерей, за что Ен превращает её в Смерть и заточает под землю; её дочери становятся болезнями (ср. 12 лихорадок в русском фольклоре). Ену удаётся заманить Омэля и злых духов в 4 горшка; один из них разбивается, три Ен прячет в преисподнюю (землетрясения объясняются как попытки Омэля вырваться на волю).

## Этногонические мифы
Согласно этногоническому мифу, коми произошли от братьев, Остъяса и Ошъяса, правивших многочисленным народом в мифические времена изобилия. Они должны были приносить человеческие жертвы богу Омэлю (ср. Юмала у карелов и финнов), но за отказ от жертвоприношений были изгнаны в леса коршуном, крылья которого издавали гром, клюв извергал пламя (ср. громовую птицу у эстонцев); обронив перо, коршун воздвиг горный хребет, преградивший коми путь на родину. Предками коми считались также чуды (ср. чудь русских летописей) — народ, ушедший под землю в древние времена. У коми-пермяков сохранились легенды о культурном герое Кудым-Оше, первом кузнеце; он, подобно богатырю Пере и другим персонажам, выступает защитником коми от врагов и чудовищ.

## Низшие духи
До недавнего времени у коми сохранялась вера в низших духов — лешего — ворса (ср. лесного людоеда Ягморта, пермяцкого Вэрысьморта), водяного (зырянский васа, бауса, пермяцкий ваисьморт, вакуль), домового — олысе, злых духов (куль, кутьтя-войса, воплощение порчи шева и др.).
Коми были известны представления о трёх душах человека: о душе-дыхании ловья, отделяемой душе Лов и о двойнике человека Орт. Именно после ухода ло"урес". Оставаясь невидимой, душа-орт всю жизнь сопровождала человека. Появление орт (неясный шум и т. п., ср. представления о духе подземного мира Мардус у эстонцев) предвещает смерть.

## В современном искусстве

### В кинематографе
- На образах коми-пермяцкой мифологии построен сюжет российского мистического телесериала «Территория» (2020 год).

### В компьютерных играх
- В компьютерной игре «Человеколось» (2017) широко представлена коми-пермяцкая мифология.
- В компьютерной игре «Чёрная книга» (2021) присутствует немало элементов мифологии коми — Ворса, Вакуль, Войпель.